# Регіональна ліга Австрії з футболу
Регіональна ліга Австрії (нім. Österreichische Regionalliga) — третя за рангом футбольна ліга Австрії, яка поділяється на три дивізіони — Захід, Центр та Схід. Чемпіони кожного дивізіону, а також передостання команда Першої ліги проводять плей-оф, фіналісти якого і здобувають путівку до Першої ліги на наступний сезон. Команди, які займають три останні місця, вилітає до однієї з багатьох Земельних ліг.